# Prato (Vallemaggia)

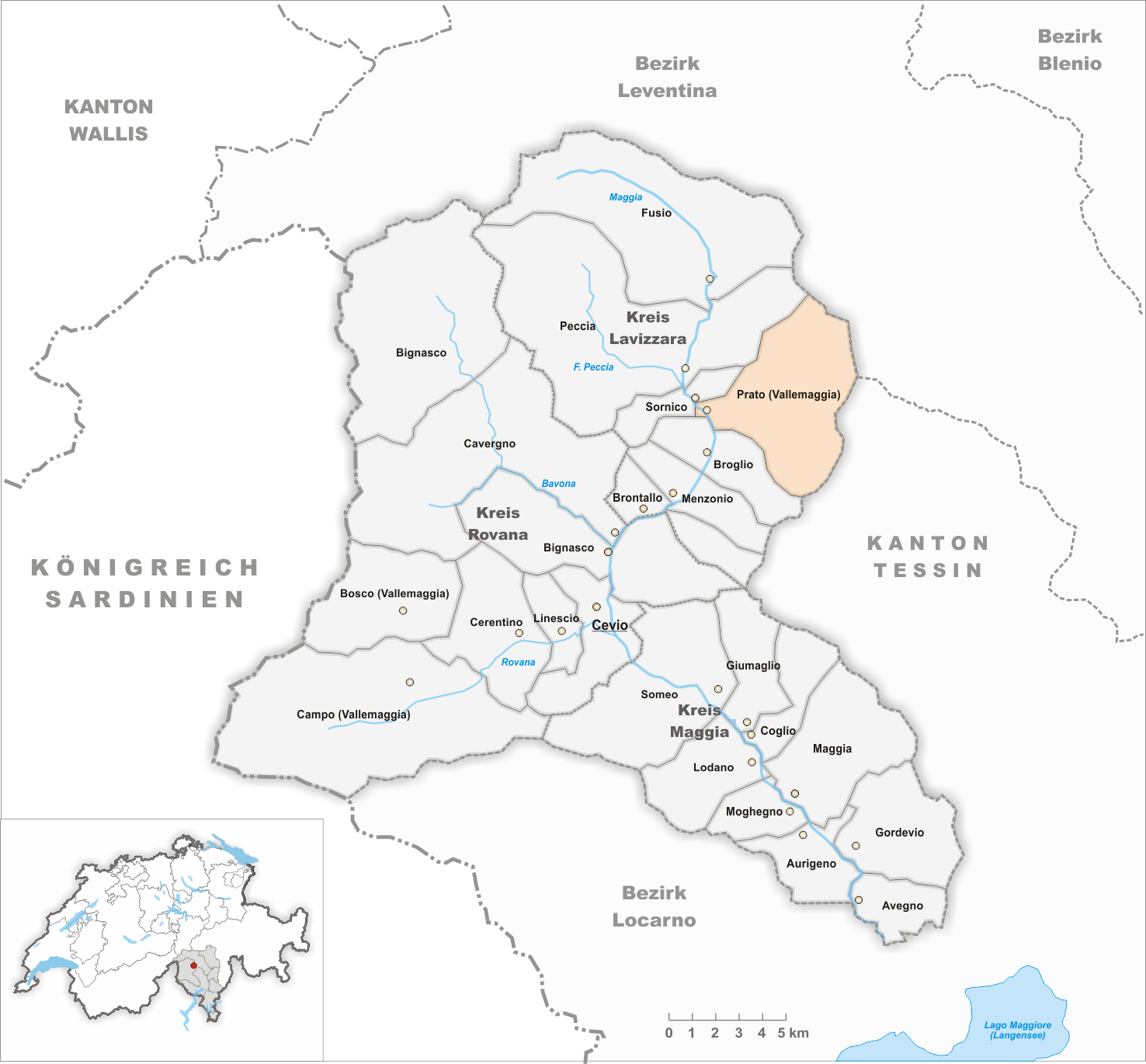
Gemeindestand vor der Fusion am 1. Januar 1864

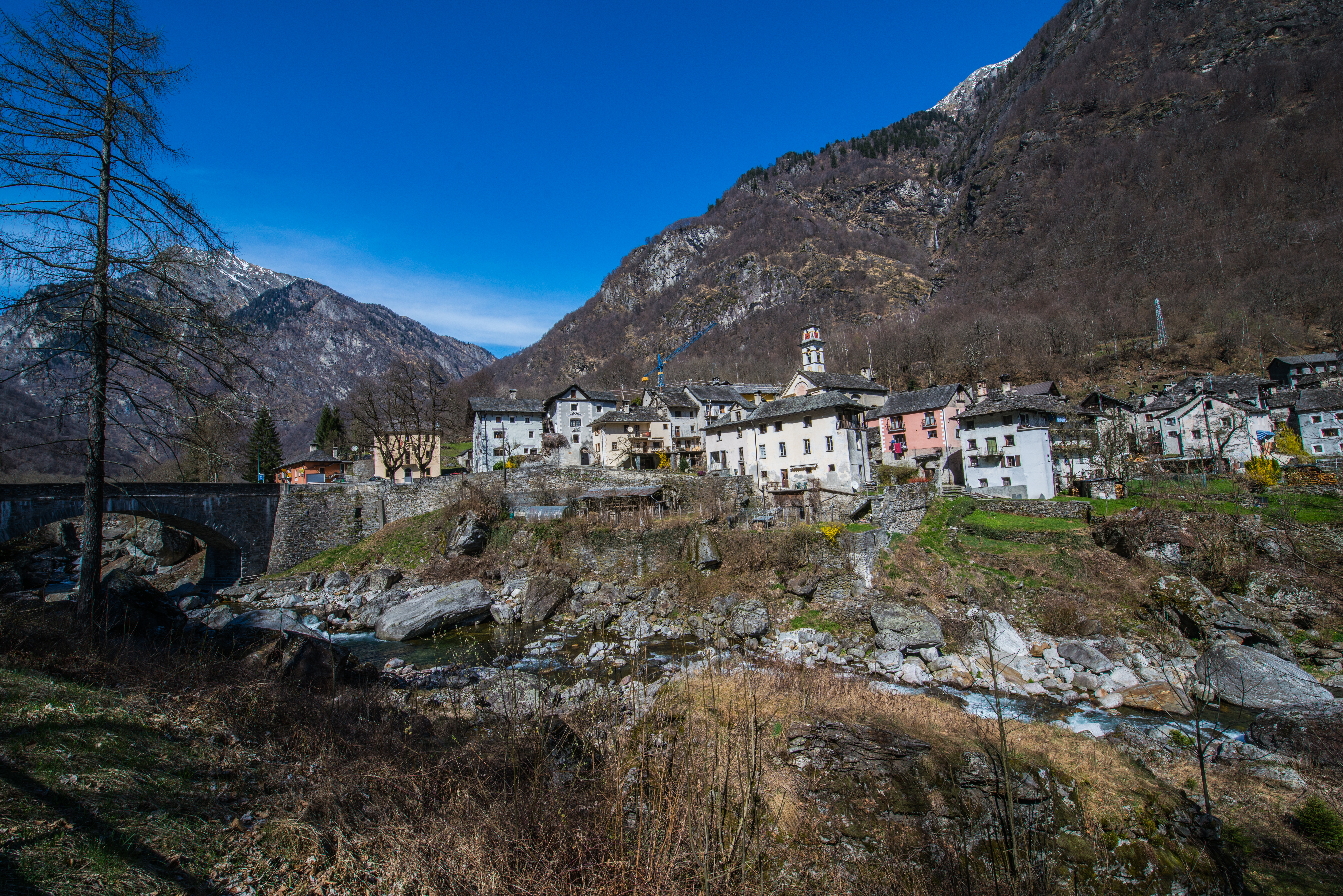
Prato

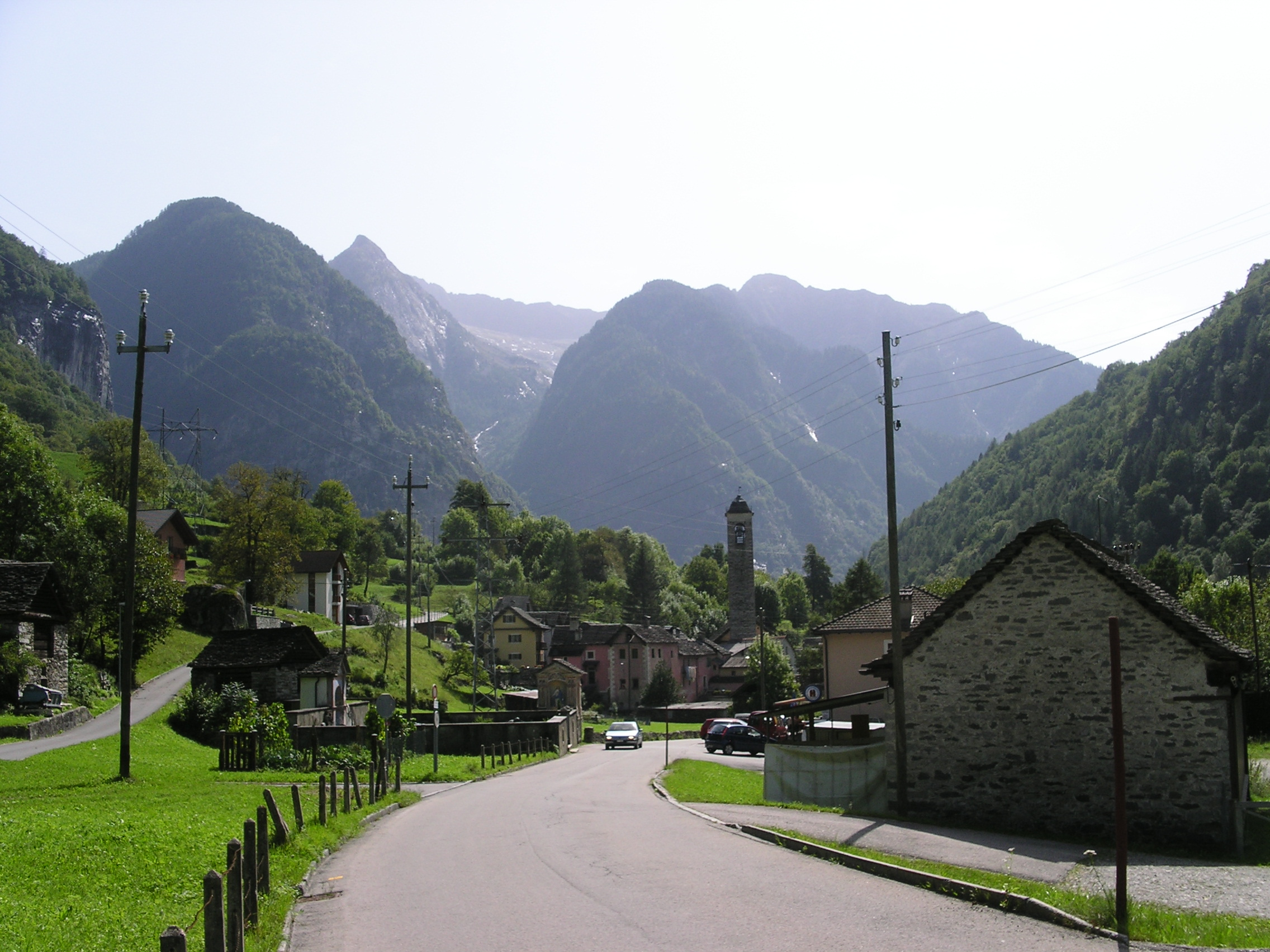
Sornico

Prato (Vallemaggia) bildet zusammen mit Sornico eine Fraktion der Tessiner Gemeinde Lavizzara.

## Geographie
Das Dorf liegt auf 750 m ü. M. am Fuss des Pizzo Rüscada (2558 m ü. M.) am linken Ufer der Lavizzara und am Eingang ins Val di Prato, 37 km nordwestlich vom Bahnhof Locarno.

## Geschichte
Das Dorf wurde 1374 als Prato erstmals erwähnt. Es gehörte im Hochmittelalter zur Talschaft Lavizzara. 1374 nahmen die Dörfer Prato, Sornico, Broglio, Peccia und Fusio die Teilung des gemeinsamen Gebiets vor.
Prato (Vallemaggia) schloss sich 1864 mit der Gemeinde Sornico zur Gemeinde Prato-Sornico zusammen.
Prato-Sornico schloss sich am 4. April 2004 mit den damaligen Gemeinden Broglio, Brontallo, Fusio, Menzonio zur neugebildeten Gemeinde Lavizzara zusammen. Prato (Vallemaggia) bildet aber nach wie vor eine eigenständige Bürgergemeinde.

## Bevölkerung
| Bevölkerungsentwicklung | Bevölkerungsentwicklung | Bevölkerungsentwicklung | Bevölkerungsentwicklung | Bevölkerungsentwicklung | Bevölkerungsentwicklung |
| ----------------------- | ----------------------- | ----------------------- | ----------------------- | ----------------------- | ----------------------- |
| Jahr                    | 1591                    | 1801                    | 1920                    | 2000                    | 2003                    |
| Einwohner               | 90 Haushaltungen        | 78                      | 114                     | 104                     | 112                     |

## Sehenswürdigkeiten
Das Dorfbild ist im Inventar der schützenswerten Ortsbilder der Schweiz (ISOS) als schützenswertes Ortsbild der Schweiz von nationaler Bedeutung eingestuft.
- Pfarrkirche Santi Fabiano und Sebastiano, geweiht 1487; im Innern die Gemälde Kreuzigung mit Heilige Rochus und Sebastianus des Malers Giuseppe Mattia Borgnis (Mitte 18. Jahrhundert) und Sacra Famiglia des Malers Jacobus Buferus (1663)[5][6]

## Sport
- Centro Sportivo Lavizzara Prato Sornico.[7]

## Persönlichkeiten
- Giovanni Giulio Gerolamo Berna (* 21. April 1717 in Prato Vallemaggia; † 3. März 1804 in Locarno), Domherr in Muralto, 1773–1804 Erzpriester, Dekan, Protonotar und apostolischer Kommissar[8][9]
- Giuseppe Belli (* 14. August 1752 in Prato Vallemaggia; † nach 1802 ebenda), Mitglied im helvetischen Senat als Vertreter des Kantons Lugano; 1801–1802 Mitglied der kantonalen Tagsatzung[10][11]
- Giovanni Battista Adrighetti oder Ardrighetti (* 20. Juni 1796 in Prato Vallemaggia; † 6. März 1872 in Freiburg im Üechtland), Lehrer, Erzieher und Maler[12]
- Martino Signorelli (* 10. Juli 1896 in Prato Vallemaggia; † 14. November 1975 in Locarno), Priester, Musikdozent, Direktor des Priesterseminars von Lugano, Historiker[13][14]